# Vietsenia
Vietsenia es un género  de plantas fanerógamas pertenecientes a la familia Melastomataceae. es originaria de Vietnam.

## Taxonomía
El género fue descrito por Carlo Hansen  y publicado en Bulletin du Muséum National d'Histoire Naturelle, Section B, Adansonia. Botanique Phytochimie 6(2): 148. 1984.

## Especies
- Vietsenia laxiflora C.Hansen
- Vietsenia poilanei C.Hansen
- Vietsenia rotundifolia C.Hansen
- Vietsenia scaposa C.Hansen